# Gabriella Moraes
Gabriella Mantena de Moraes (ur. 1 kwietnia 2000) – brazylijska judoczka.
Uczestniczka mistrzostw świata w 2023. Startowała w Pucharze Świata w 2018, 2020 i 2023. Srebrna medalistka igrzysk Ameryki Południowej w 2018 i brązowa w 2022, a także pierwsza w drużynie w 2022. Druga na MŚ kadetów w 2017 roku.